# José Cirilo Macizo
José Cirilo Macizo Cañadas, más conocido como José Cirilo Macizo, (Castilléjar, Granada, 9 de julio de 1951) fue un futbolista español que jugó de centrocampista. Jugó en el Fútbol Club Barcelona, tras pasar por sus categorías inferiores y, el equipo "C" y el "B".

## Carrera deportiva
José Cirilo, a pesar de haber nacido en Castilléjar, en la provincia de Granada, fue fichado desde joven por el Fútbol Club Barcelona para jugar en sus categorías inferiores. Tras destacar en el Fútbol Club Barcelona "C" y en el Fútbol Club Barcelona "B" llegó al primer equipo, en el que debutó en la temporada 1974-75.
Tras jugar únicamente cuatro partidos en esa temporada se marchó cedido al Real Racing Club de Santander, que también jugaba en Primera División. Con el Racing jugó 20 partidos.
Tras regresar al Fútbol Club Barcelona disputó 17 partidos, pero en la temporada siguiente sólo jugó 4 partidos y en la que fue su última temporada en el Barça no jugó ni un solo minuto, por lo que se marchó de nuevo al Racing, en calidad de cedido. Con el Racing jugó 15 partidos, y vio como su equipo descendió a Segunda División.
En 1979 se desvincula definitivamente del FC Barcelona y ficha por el Real Club Recreativo de Huelva, que jugaba en Segunda División. En su primera temporada disputó 22 partidos, y en su segunda temporada jugó 19 partidos y marcó 1 gol. En su tercera y última temporada en el Recreativo jugó solo 6 partidos.
Tras dejar el Recre fichó por el CD Bahía Cala Millor, donde se retiró.

## Clubes
- Fútbol Club Barcelona "C" (1969-1971)
- Fútbol Club Barcelona "B" (1971-1975)
- Fútbol Club Barcelona (1975-1979)
- Real Racing Club de Santander (1975-1976) (cedido)
- Real Racing Club de Santander (1978-1979) (cedido)
- Real Club Recreativo de Huelva (1979-1982)
- CD Bahía Cala Millor (1982-1983)